# Kościół św. Stanisława Biskupa i Męczennika w Jodłowej
Kościół św. Stanisława Biskupa i Męczennika w Jodłowej − zabytkowy drewniany kościół z XVII wieku, znajdujący się w centrum wsi Jodłowa. Obiekt na trasie szlaku architektury drewnianej województwa podkarpackiego (trasa VIII).
Kościół św. Stanisława został wybudowany w latach 1670 − 1679 na miejscu poprzedniego kościoła parafialnego, zniszczonego przez pożar w 1656 roku. Konsekrował go w 1683 roku Mikołaj Oborski, biskup sufragan krakowski. W latach 20. i 30. XX wieku kościół został rozbudowany przez przedłużenie nawy oraz zamianę stropów płaskich w nawie głównej i prezbiterium przez sklepienia pozorne.
Jest to barokowa, trójnawowa, orientowana świątynia konstrukcji zrębowej, zbudowana z drewna modrzewiowego i jodłowego na podmurówce z kamienia. Budynek przykryty jest dachem dwuspadowym krytym blachą z barokową wieżyczką sygnaturki. Prezbiterium kościoła jest zamknięte trójbocznie. Nawa główna jest oddzielona od naw bocznych zamkniętymi półkoliście arkadami. Wnętrze kościoła pokryte jest polichromią figuralną i ornamentalną z 1932 roku, autorstwa Józefa Dutkiewicza. Ołtarz główny i ołtarze w nawach bocznych kościoła reprezentują styl barokowy. Ponadto w wyposażeniu znajdują się dwa klasycystyczne ołtarze boczne, rokokowa ambona w kształcie łodzi i kamienna renesansowa chrzcielnica z XVII wieku.

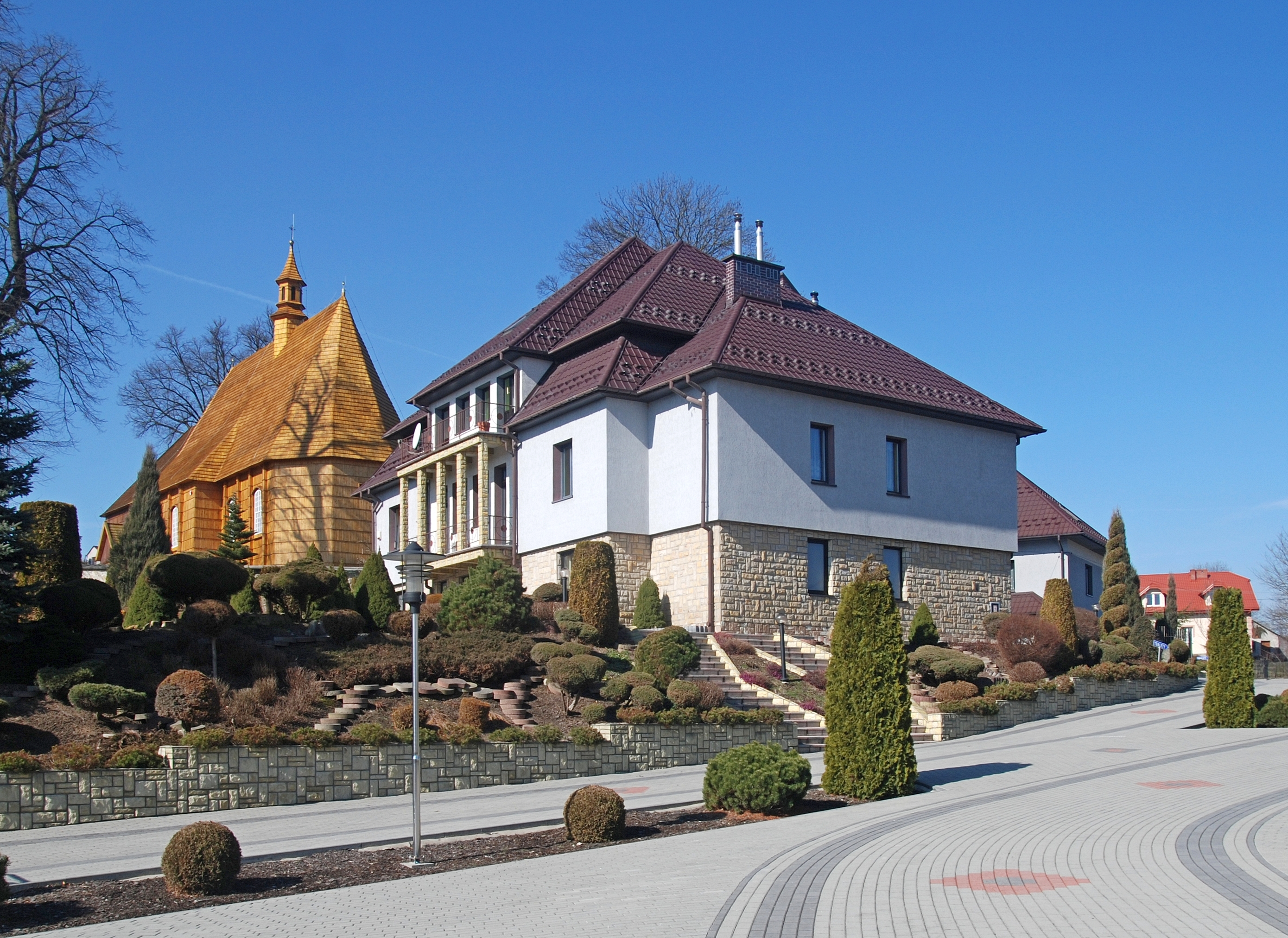
Elewacja wschodnia
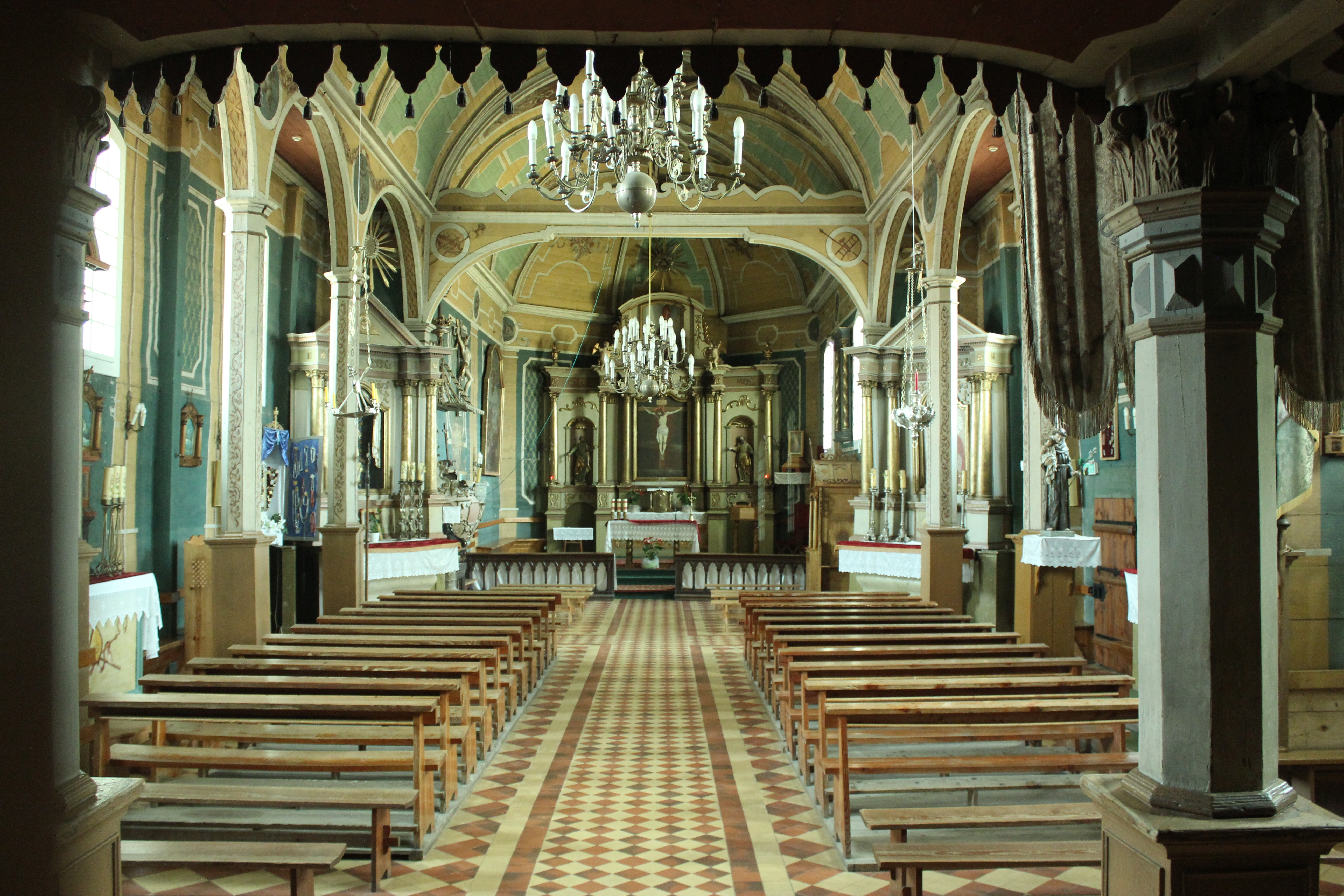
Wnętrze
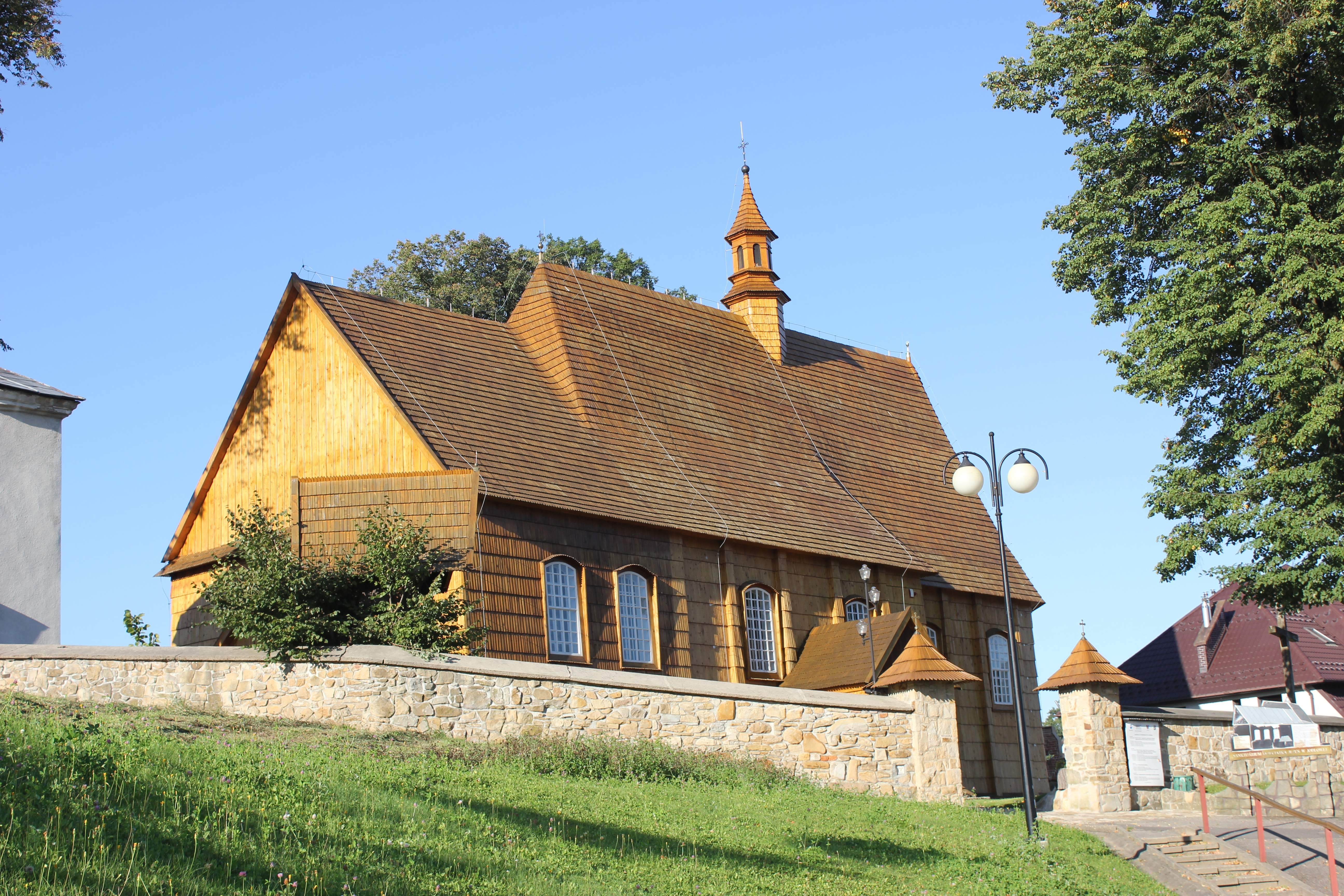
Elewacja zachodnia

Kościół św. Stanisława stanowił od 1900 roku ośrodek kultu Dzieciątka Jezus, którego figurka (kopia figury z kościoła karmelitów w Pradze) była umieszczona w ołtarzu głównym. W 2008 roku figurka została przeniesiona do nowo wybudowanego Sanktuarium Dzieciątka Jezus. Od roku 2011 w ołtarzu głównym znajduje się obraz "św. Mikołaj" z 1528 roku. Renowacją i konserwacją obrazu zajmowała się Barbara Czajkowska-Palusińska.
Obok kościoła znajduje się wolno stojąca klasycystyczna dzwonnica z przełomu XVIII i XIX wieku z trzema dzwonami. Cały kompleks, wraz z otaczającym go ogrodzeniem z bramkami i kaplicami oraz cmentarzem, został 3 listopada 1971 roku wpisany do rejestru zabytków pod numerem A-151. Rosnący wokół kościoła starodrzew lipowy ma status pomnika przyrody.